# Jorge Amado Nunes
Jorge Amadó Núñez Infrán (często Jorge Amado Nunes) (18 października 1961) – piłkarz paragwajski noszący przydomek El Cenizo, lewonożny pomocnik, obrońca. Później trener. Wzrost 172 cm, waga 72 kg.

## Kariera
Urodzony w argentyńskim mieście Berazategui Núñez karierę piłkarską rozpoczął w 1979 roku w klubie Cerro Porteño, z którym dwukrotnie został wicemistrzem Paragwaju – w 1980 i 1984 roku. W 1984 roku przeszedł do kolumbijskiego klubu Deportivo Cali, z którym dwa razy z rzędu – w 1985 i 1986 – zdobył tytuł wicemistrza Kolumbii.
Núñez wziął udział w eliminacjach do finałów mistrzostw świata w 1986 roku, gdzie zagrał w sześciu meczach – dwóch meczach z Boliwią, dwóch meczach z Brazylią i dwóch meczach z Kolumbią. Jako piłkarz klubu Deportivo Cali wziął udział w finałach mistrzostw świata w 1986 roku, gdzie Paragwaj dotarł do 1/8 finału. Núñez zagrał we wszystkich czterech meczach – z Irakiem, Meksykiem, Belgią i Anglią.
Po mistrzostwach przeniósł się do Hiszpanii, gdzie przez rok grał w klubie Elche CF, po czym w 1987 roku wrócił do ojczyzny, gdzie na krótko został graczem klubu Club Olimpia. Jako piłkarz klubu Olimpia, wziął udział w turnieju Copa América 1987, gdzie Paragwaj odpadł w fazie grupowej. Núñez zagrał w obu meczach – z Boliwią i Kolumbią.
Wkrótce po kontynentalnych mistrzostwach przeniósł się do Argentyny, gdzie do 1989 roku grał w klubie CA Vélez Sarsfield. W barwach Vélez Sársfield rozegrał 25 meczów i zdobył 2 bramki. W 1989 roku drugi raz w swej karierze został piłkarzem klubu Deportivo Cali. Wziął udział w nieudanych eliminacjach do finałów mistrzostw świata w 1990 roku, gdzie zagrał czterech meczach – dwóch z Kolumbią i dwóch z Ekwadorem.
W Deportivo Cali grał do 1992 roku, po czym wrócił do Paragwaju, by przez rok występować w klubie Club Libertad, z którym sięgnął po swój trzeci tytuł wicemistrza Paragwaju. W 1993 roku przeszedł do peruwiańskiego klubu Universitario Lima, z którym w tym samym roku zdobył mistrzostwo Peru, a w następnym roku wicemistrzostwo Peru.
Jako gracz klubu Universitario, wziął udział w turnieju Copa América 1993, gdzie Paragwaj odpadł w ćwierćfinale. Núñez zagrał w trzech meczach – z Peru (w 80 minucie wszedł na boisko za Luisa Monzóna), Brazylią i Ekwadorem.
Wziął udział w eliminacjach do finałów mistrzostw świata w 1994 roku, gdzie zagrał tylko w jednym spotkaniu – w rozegranym w Asunción meczu z Argentyną, przegranym 1:3.
W Universitario Núñez grał do 1995 roku. Na koniec kariery w latach 1996–1997 występował w argentyńskim klubie Chaco For Ever Resistencia.
W latach 1985–1993 Núñez rozegrał w reprezentacji Paragwaju 30 meczów i zdobył 1 bramkę.
Po zakończeniu kariery piłkarskiej Núñez został trenerem. Pracował z wieloma klubami kolumbijskimi, jak Deportivo Cali, América Cali i Millonarios FC. Był asystentem trenera reprezentacji Panamy José Hernándeza podczas eliminacji do finałów mistrzostw świata w 2006 roku. W sezonie 2006/07 był trenerem klubu Universitario Lima, z którym za obopólną zgodą rozwiązał kontrakt 15 lutego 2007 roku.